# Prostituzione in Bangladesh
In Bangladesh la prostituzione è stata legalizzata a partire dal 2000. Le organizzazioni non governative locali stimano che il numero totale delle prostitute presenti nel paese ammonti a più di 100 000.

## Politica e diritto
Pur essendo legale, la carta costituzionale del Bangladesh prevede che "lo Stato si adoperi per evitare il gioco d'azzardo e la prostituzione". Diverse disposizioni di legge vietano poi la prostituzione minorile e quella forzata: intrattenere rapporti sessuali con minori di 18 anni può portare al carcere fino a 10 anni, mentre il rapimento di bambini a scopo sessuale è punito con la pena di morte.

## Prostituzione minorile
La prostituzione minorile è un problema serio e molto diffuso in tutto il paese. La maggior parte dei bambini che si prostituiscono si trovano all'interno dei bordelli, ma un certo numero si può anche trovare in parchi, stazioni ferroviarie e degli autobus, in appartamenti in affitto o camere d'albergo: l'UNICEF ha stimato che nel 2004 vi sono stati 10 000 tra maschi e femmine minorenni sottoposti a sfruttamento sessuale, ma altre stime innalzano la cifra fino a raggiungere quota 30 000.
Molte tra le giovani ragazze coinvolte nel lavoro minorile, all'interno delle fabbriche o come domestiche, finiscono per essere violentate o sessualmente sfruttate; quelle che poi riescono a sottrarsi a tali abusi spesso scoprono che l'unica possibilità di sopravvivenza, dopo esser state coinvolte nella prostituzione, è continuare per quella strada. Diventano in tal modo ancora più emarginate e stigmatizzate.
Sono più di 20.000 le persone che nascono da prostitute e poi si trovano a crescere all'interno dei quartieri a luci rosse registrati del paese; i maschi tendono a diventare protettori appena crescono, mentre le ragazze continuano generalmente nella professione delle loro madri. La maggior parte di loro comincia a prostituirsi prima d'aver compiuto 12 anni.
Bambini disabili che vivono in istituto o sfollati a causa di catastrofi naturali, come le periodiche inondazioni a causa del monsone, sono altamente suscettibili d'esser sfruttati commercialmente a fini sessuali. 
Le ragazze sono a volte vendute dalle loro stesse famiglie ai bordelli per un periodo di tempo di 2 o 3 anni. Sopralluoghi effettuati nel 2010 a Faridpur Sagar e Tangail hanno rivelato che alla maggior parte delle prostitute vengono fatti assumere steroidi come il Desametasone per aumentar di peso.
La autorità in genere non rispettano o fingono di ignorare l'età minima di 18 anni, spesso aggirata con documenti e dichiarazioni false: il governo molto raramente persegue i 'committenti' delle prostitute minorenni.

## Tratta di esseri umani
Ragazze-madri, orfani e tutti gli altri minori che si trovano al di fuori del regolare sistema di sostegno economico costituito dalle famiglie, si rivelano poi essere anche i più vulnerabili alla tratta di esseri umani e la corruzione imperante delle istituzioni facilita notevolmente l'espansione di tale traffico. Bande criminali internazionali conducono le operazioni di trasporto attraverso il confine con l'India, soprattutto attorno a Jessore e Benapole, da dove è più facile superare illegalmente le frontiere.
La polizia ha stimato in 15 000 il numero di donne e bambini che vengono ogni anno introdotti clandestinamente in Bangladesh: assieme al Nepal il paese ha il maggior numero di minori coinvolti nello sfruttamento e nella tratta di esseri umani dell'Asia meridionale. Adolescenti e giovani donne vengono poi anche esportate nei bordelli dell'India, del Pakistan, della Malaysia e degli Emirati Arabi Uniti.
La "Coalizione contro la tratta delle donne in Bangladesh", che comprende oltre 40 organizzazioni, è impegnata su questo fronte: altre forme di traffico sono i matrimoni e le offerte di lavoro false.

## Sicurezza sanitaria
Secondo le ONG le prostitute e i loro clienti si trovano più esposti degli altri al rischio di contrarre infezioni sessuali, a causa dell'ignoranza e totale mancanza d'informazione pubblica sul sesso sicuro.